# Boswil
Boswil (toponimo tedesco) è un comune svizzero di 2 781 abitanti del Canton Argovia, nel distretto di Muri.

## Monumenti e luoghi d'interesse

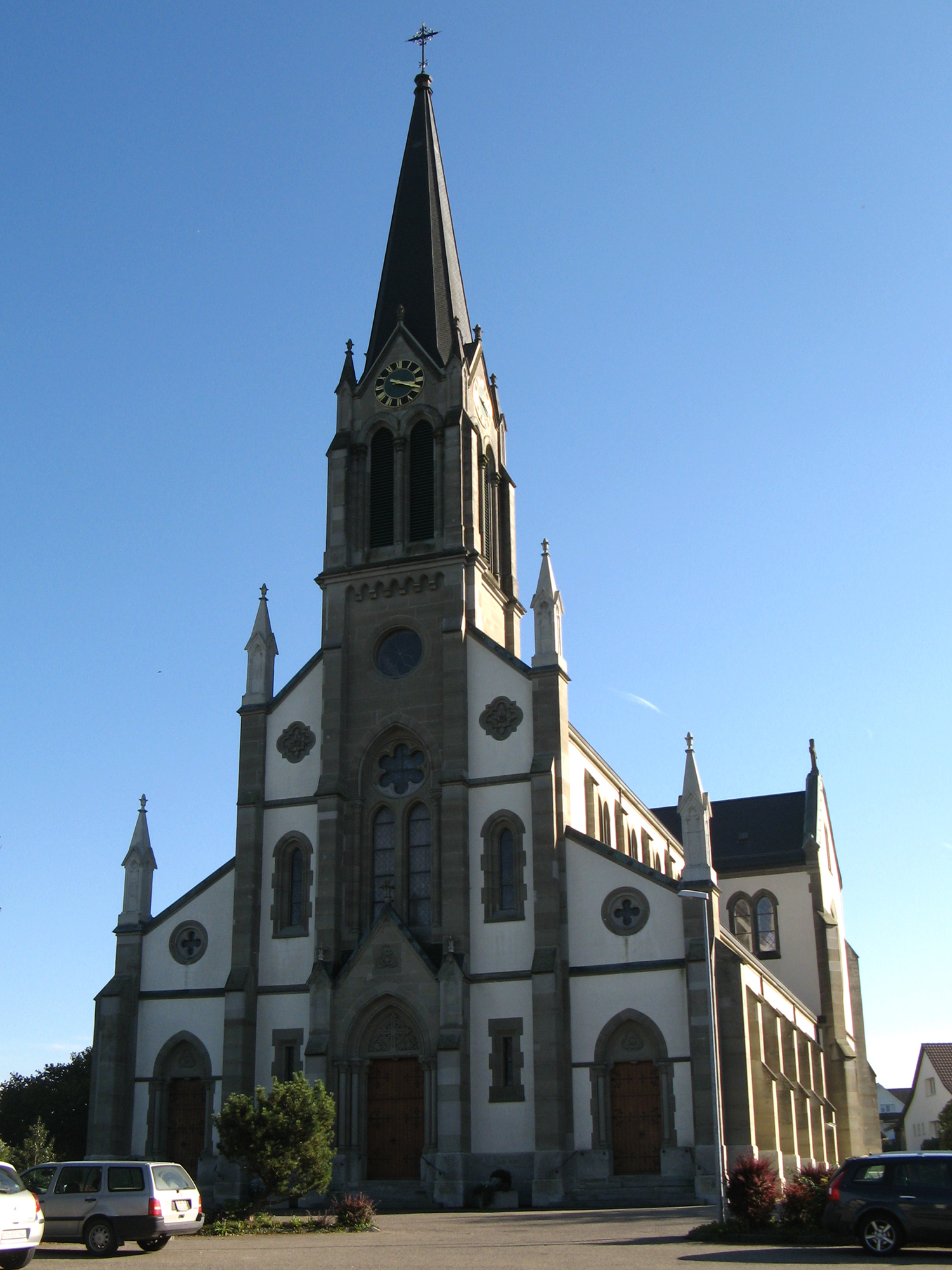
La chiesa cattolica di San Pancrazio

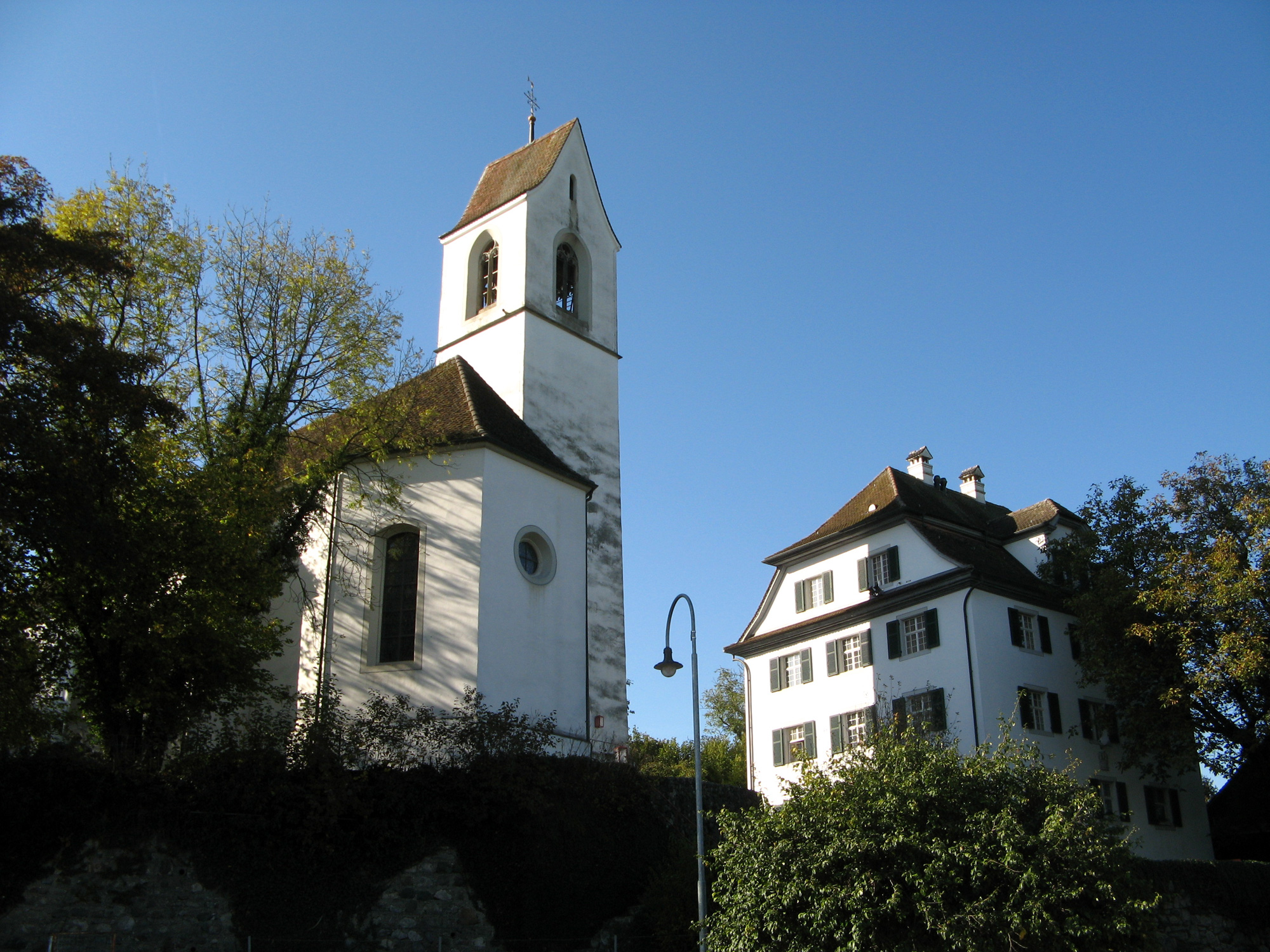
LAlte Kirche

- Chiesa cattolica di San Pancrazio, eretta nel 1890[1];
- Chiesa vecchia (Alte Kirche), attestata dal IX secolo e ricostruita nel XIII secolo[1].

## Società

### Evoluzione demografica
L'evoluzione demografica è riportata nella seguente tabella:
Abitanti censiti

## Infrastrutture e trasporti

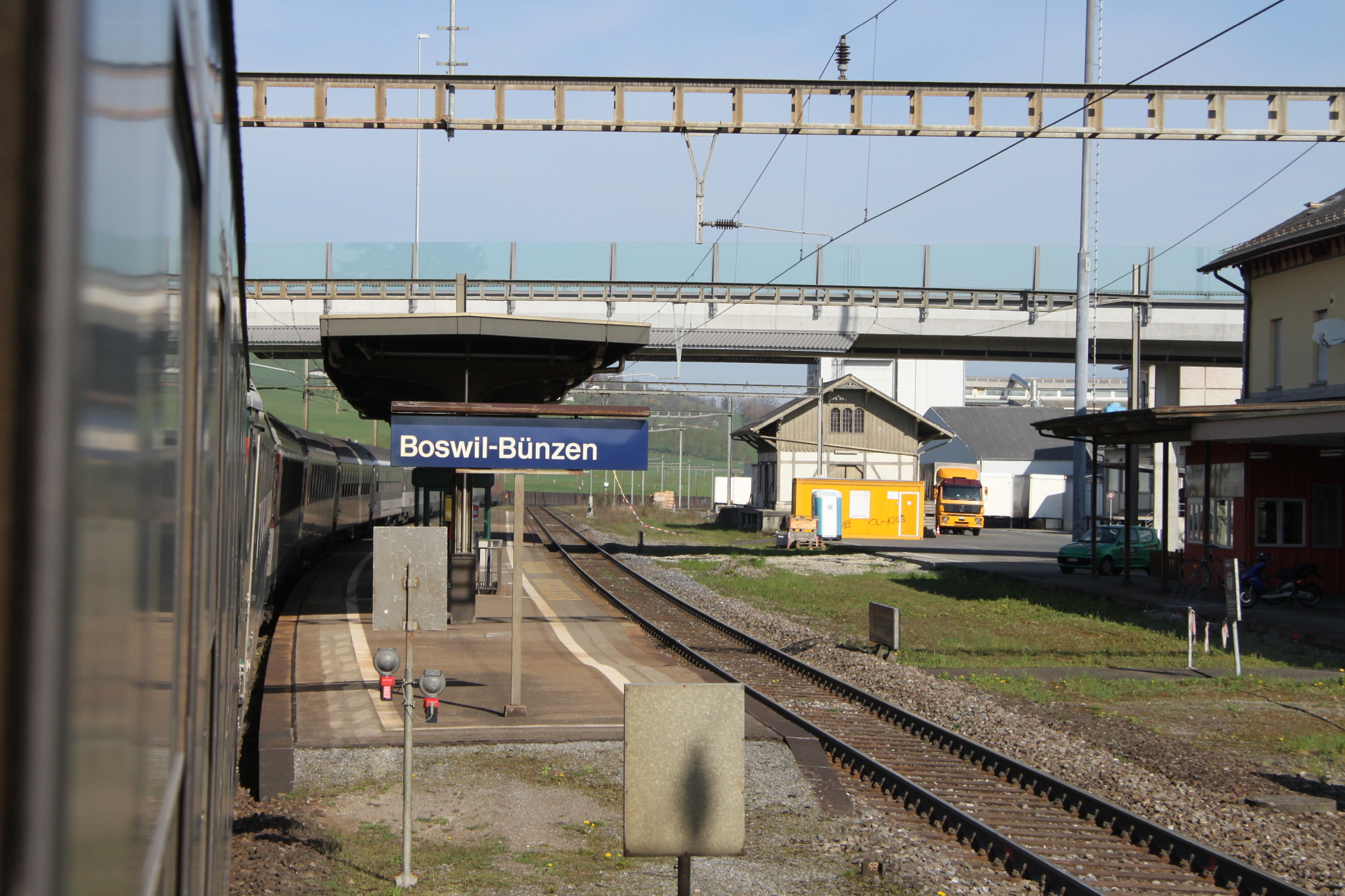
La stazione di Boswil-Bünzen

Boswil è servito dalla stazione di Boswil-Bünzen sulla ferrovia Brugg-Immensee (linea S26 della rete celere dell'Argovia).

## Amministrazione
Ogni famiglia originaria del luogo fa parte del cosiddetto comune patriziale e ha la responsabilità della manutenzione di ogni bene ricadente all'interno dei confini del comune.